# Fiscus Judaicus

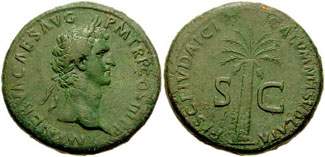
Eine Münze von Nerva mit der Aufschrift FISCI IUDAICI CALUMNIA SUBLATA

Der Fiscus Judaicus (lateinisch für Judensteuer) war eine Steuer, die den Juden nach der Zerstörung des Jerusalemer Tempels im Jahre 70 n. Chr. von Kaiser Vespasian auferlegt wurde. Er ersetzte die Tempelsteuer, (hebräisch מחצית השקל). Die Steuer kam anfänglich dem Wiederaufbau des Tempels des Jupiter Optimus Maximus in Rom zugute, der durch einen Brand beschädigt worden war.

## Geschichte
Gemäß Sueton wurde der Fiscus Judaicus unter Kaiser Domitian besonders streng eingetrieben, und er wurde auch von Judenchristen und Heidenchristen eingezogen, denn die Römer betrachteten zu diesem Zeitpunkt beide Gruppierungen als Ausprägungen des Judentums.
Unter Kaiser Nerva wurden dann Münzen geprägt, die die Aufschrift FISCI IUDAICI CALUMNIA SUBLATA trugen. Die Inschrift ist nicht eindeutig, es besteht aber Übereinstimmung, dass der Fiscus Judaicus in irgendeiner Form reformiert wurde. Gemäß dieser Quelle gibt es mehrere Möglichkeiten der Übersetzung. Laut dieser Quelle wurde nur die Praxis der falschen Anschuldigung, dass jemand Anhänger des Judentums sei, zurückgenommen. Wie Cassius Dio berichtet, wurde z. B. Titus Flavius Clemens, der Cousin von Kaiser Domitian wegen dieser Anschuldigung hingerichtet.
Der Fiscus Judaicus selbst wurde weiterhin erhoben, mindestens bis in die Zeit des Origenes, der genaue abschließende Zeitpunkt ist aber unklar. Möglicherweise wurde der Fiscus Judaicus erst unter Julian 362 n. Chr. abgeschafft.
Gemäß dieser Quelle führte die Reform des Fiscus Judaicus unter Nerva zu einer Trennung der Wege von Judentum und Christentum. Vor der Reform von Nerva war den Römern das Christentum zwar suspekt, wurde aber als Teil des Judentums angesehen. Seit dem Jahr 96 n. Chr. verwendete die römische Obrigkeit dann eine strengere Definition des Begriffs Jude, die es ihr erleichterte, zwischen dem Judentum (als religio licita, einer im Reich akzeptierten Religion) und dem Christentum (als superstitio illicita, eines illegalen Aberglaubens) zu unterscheiden.